# Індонезійці Тайваню

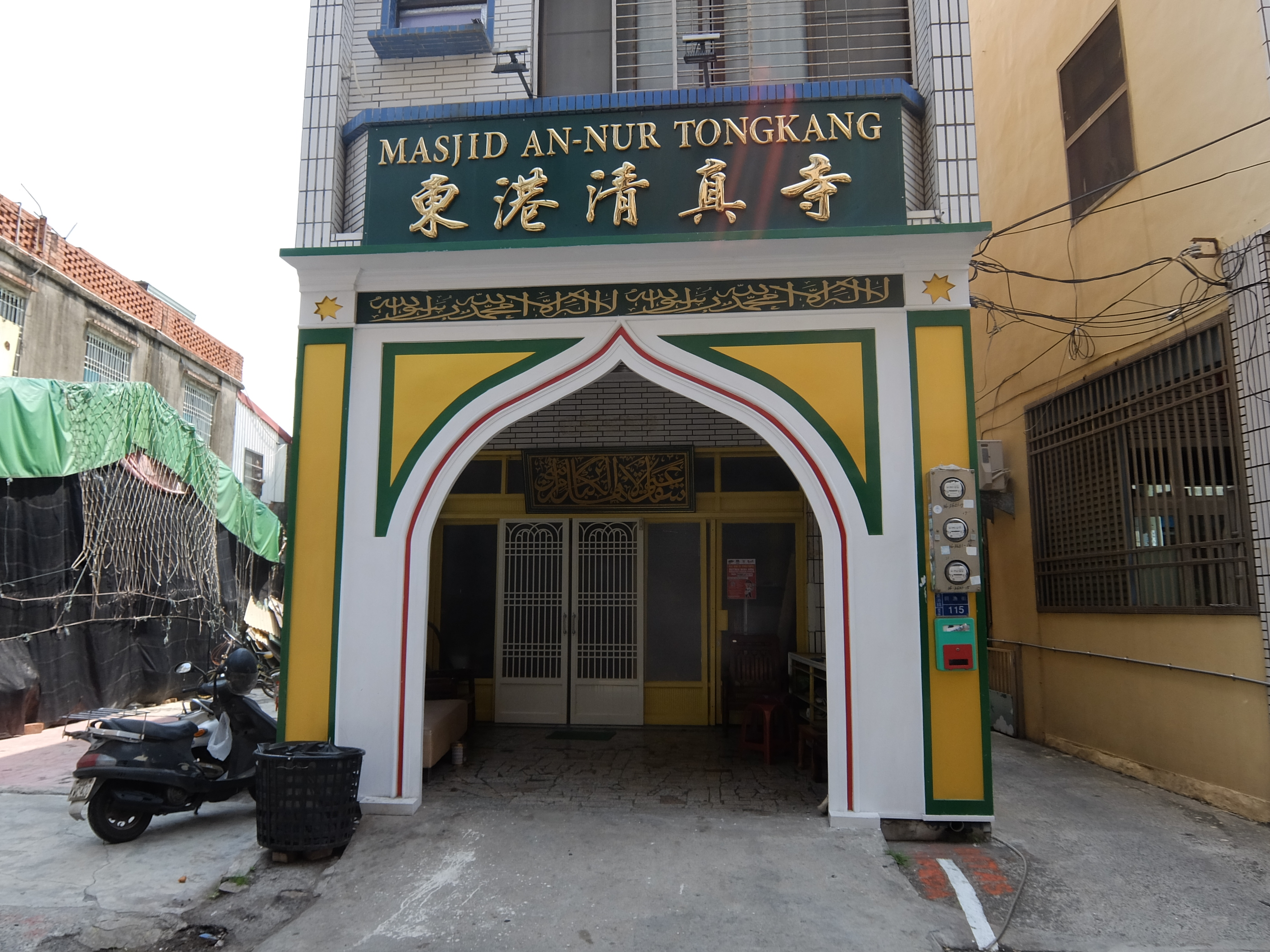
Мечеть Ан-Нур, Піндун

Індонезійці на острові Тайвань утворюють одну з найбільших громад іноземних мешканців. Станом на грудень 2010 року на Тайвані проживало 144 651 осіб, які мають громадянство Республіки Індонезія.
На острові також проживають індонезійці китайського походження.

## Релігія
Більшість індонезійців Тайваню — мусульмани сунітської течії.
На Тайвані роботодавців можуть оштрафувати, якщо вони змушують мусульманських працівників контактувати зі свининою, що заборонено Ісламом, яке сповідують більшість індонезійців.

## Мова
Індонезійці, що проживають на острові розмовляють індонезійською, яванською, сунданською та китайською мовами.